# Berioana limbulata
Berioana limbulata är en fjärilsart som beskrevs av Emilio Berio 1955. Berioana limbulata ingår i släktet Berioana och familjen nattflyn. Inga underarter finns listade i Catalogue of Life.